# Guilherme Kachel
Guilherme Fiori Kachel (ur. 20 maja 1991 w Kurytybie) – brazylijski siatkarz, grający na pozycji libero. Od sezonu 2019/2020 występuje w drużynie América Vôlei.

## Sukcesy klubowe
Mistrzostwo Brazylii:
- 2012, 2014, 2015
- 2011, 2013

Klubowe Mistrzostwa Ameryki Południowej:
- 2012, 2014
- 2015

Klubowe Mistrzostwa Świata:
- 2013
- 2012

Puchar Brazylii:
- 2014

Mistrzostwo Portugalii:
- 2019

## Sukcesy reprezentacyjne
Mistrzostwa Ameryki Południowej Kadetów:
- 2008

Mistrzostwa Ameryki Południowej Juniorów:
- 2010

Mistrzostwa Świata U-23:
- 2013

## Nagrody indywidualne
- 2013: Najlepszy libero Mistrzostw Świata U-23